# Stade Tunisien
Lo Stade Tunisien è una società calcistica tunisina con sede a Tunisi.
Fondato nel 1948 il club milita nella Championnat de Ligue Professionelle 1.

## Palmarès

### Competizioni nazionali
- Campionato tunisino: 4

1957, 1961, 1962, 1965
- Coppa di Tunisia: 8

1956, 1958, 1960, 1962, 1966, 2002-2003, 2023-2024
- Coupe de la Ligue Professionelle: 2

2000, 2002

### Altri piazzamenti
- Campionato tunisino:

Secondo posto: 1960, 1963, 1979, 1984
- Coppa di Tunisia:

Finalista: 1961, 1972, 1981, 1990, 1992, 2024-2025
Semifinalista: 2013-2014
- Supercoppa di Tunisia:

Finalista: 1960

## Rosa attuale
Aggiornata al 12 settembre 2019
| N. |                    | Ruolo | Calciatore                                     |
| -- | ------------------ | ----- | ---------------------------------------------- |
| 1  | Tunisia (bandiera) | P     | Ali Jemal                                      |
| 2  | Tunisia (bandiera) | D     | Houssem Bnina                                  |
| 3  | Tunisia (bandiera) | D     | Mohamed Salah Mhadhebi                         |
| 4  | Tunisia (bandiera) | D     | Oualid El Hasni                                |
| 6  | Tunisia (bandiera) | D     | Seifeddine Akremi                              |
| 7  | Nigeria (bandiera) | A     | Victor Abata                                   |
| 9  | Tunisia (bandiera) | C     | Haykeul Chikhaoui                              |
| 10 | Tunisia (bandiera) | C     | Issam Ben Khemis                               |
| 11 | Nigeria (bandiera) | A     | Alimi Sikiru                                   |
| 15 | Tunisia (bandiera) | C     | Aymen Sfaxi                                    |
| 17 | Tunisia (bandiera) | C     | Hamza Hammami                                  |
| 18 | Tunisia (bandiera) | C     | Youssef Trabelsi                               |
| 19 | Libia (bandiera)   | D     | Ali Maatouk (in prestito dall'Al Ahli Tripoli) |

| N. |                           | Ruolo | Calciatore        |
| -- | ------------------------- | ----- | ----------------- |
| 21 | Tunisia (bandiera)        | C     | Bilel Aït Malek   |
| 22 | Tunisia (bandiera)        | P     | Mehdi Ben Mrad    |
| 23 | Tunisia (bandiera)        | C     | Daysam Ben Nasr   |
| 24 | Rep. del Congo (bandiera) | C     | Amour Loussoukou  |
| 28 | Tunisia (bandiera)        | C     | Hamza Khadraoui   |
| 29 | Tunisia (bandiera)        | D     | Rayan Khemais     |
| 33 | Tunisia (bandiera)        | C     | Hamza Hadda       |
| 35 | Tunisia (bandiera)        | C     | Rafik Mednini     |
| —  | Tunisia (bandiera)        | P     | Sami Helal        |
| —  | Gambia (bandiera)         | C     | Keba Sambou       |
| —  | Tunisia (bandiera)        | D     | Haythem Ayouni    |
| —  | Rep. del Congo (bandiera) | A     | Jacques Thémopolé |
| —  | Tunisia (bandiera)        | A     | Sofiane Khayat    |

## Giocatori famosi
- Abdelhamid Hergal
- Tenema N'Diaye (1999–00)
- Anis Ayari (2001–04)
- Hassen Bejaoui (2002–05)
- Anis Boussaïdi (2001–04)
- Hamdi Marzouki (2002–04)
- José Clayton (2001)